# Ryuta Koike
Ryuta Koike (小池 龍太 Koike Ryuta?), född 9 augusti 1995 i Tokyo prefektur, är en japansk fotbollsspelare.
Koike började sin karriär 2014 i Renofa Yamaguchi FC. 2017 flyttade han till Kashiwa Reysol.